# Cantón de Castelmoron-sur-Lot
El cantón de Castelmoron-sur-Lot era una división administrativa francesa, que estaba situada en el departamento de Lot y Garona y la región de Aquitania.

## Composición
El cantón estaba formado por siete comunas:
- Brugnac
- Castelmoron-sur-Lot
- Coulx
- Grateloup-Saint-Gayrand
- Labretonie
- Laparade
- Verteuil-d'Agenais

## Supresión del cantón de Castelmoron-sur-Lot
En aplicación del Decreto n.º 2014-257 de 26 de febrero de 2014, el cantón de Castelmoron-sur-Lot fue suprimido el 22 de marzo de 2015 y sus 7 comunas pasaron a formar parte del nuevo cantón de Tonneins.